# Hauenschildpaleis
Het Hauenschildpaleis (Tsjechisch: Hauenschildův palác en Duits: Hauenschild-Palast) is een stadspaleis in de Moravische stad Olomouc in Tsjechië. Het gebouw is in renaissancestijl gebouwd en is vernoemd naar de Hauenschild-familie, die lange tijd eigenaar waren van het stadspaleis. Het Hauenschildpaleis is gelegen op de hoek van het Dolní náměstí (Benedenplein) en de Lafayettova ulice (La Fayette-straat). Sinds 1958 is het Hauenschildpaleis als cultureel monument (kulturní památka) beschermd.

## Geschiedenis

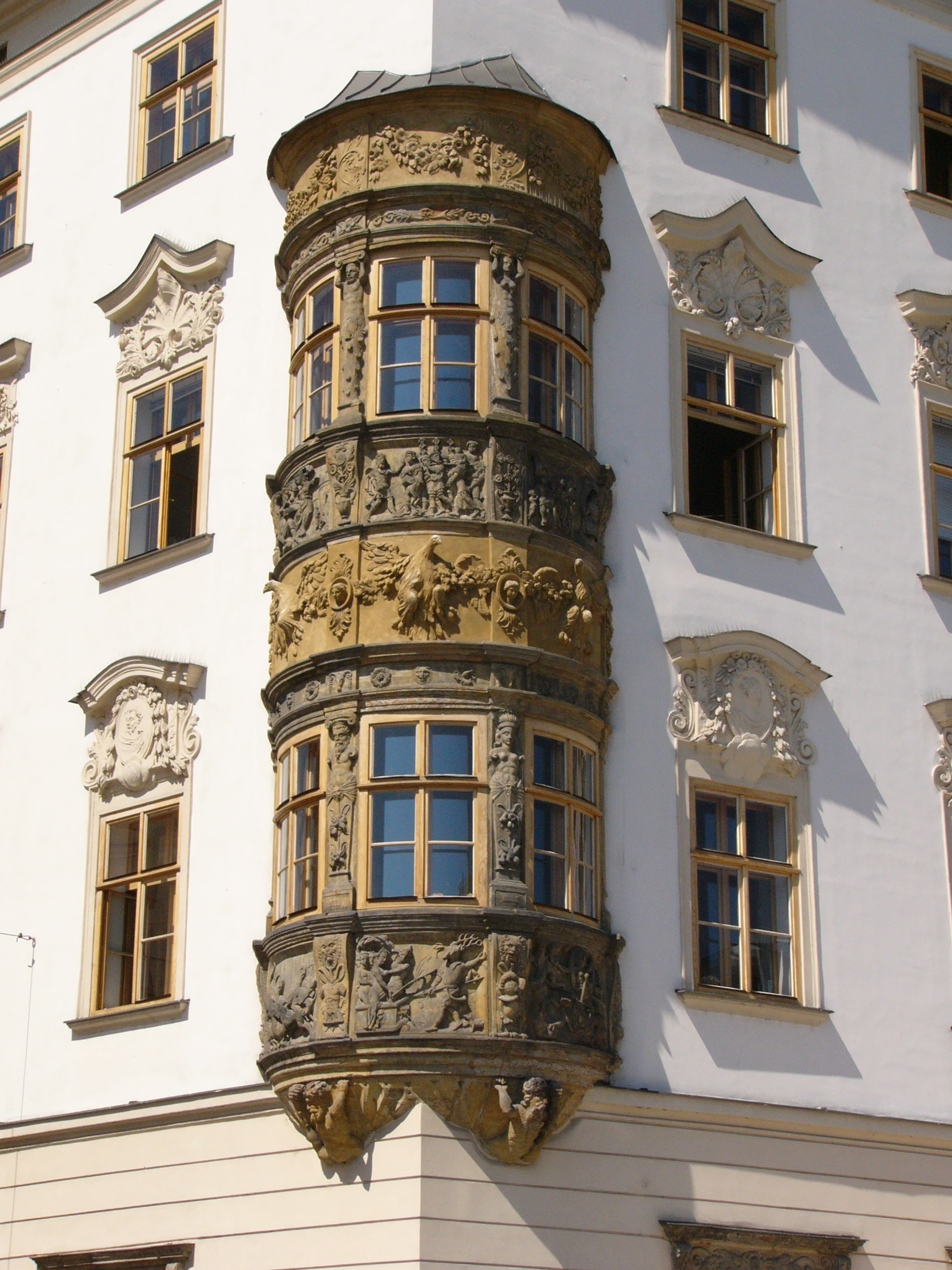
De erker van het Hauenschildpaleis

De eerste schriftelijke vermelding van het paleis stamt uit 1569, toen Martin en Anna Matuš het huis met wijnlokaal van Jan Weis kochten. In 1574 werd het gebouw gekocht door Jaroslav Liber ze Štralenberka. Sebestiaan Hauenschild van Fürstenfeld verkreeg het huis in 1586. Na het overlijden van Sebastiaan Hauenschild in 1589 kwam het pand achtereenvolgens in handen van zijn vrouw en zoon, sinds 1597 zijn zoon Matyáš en sinds 1598 zijn neef Šimon. In de jaren '90 van de 16e eeuw, toen het eigendom was van de Hauenschild-familie, is het gebouw tot een renaissance-paleis met 3 verdiepingen verbouwd.
In het begin van de 18e eeuw is de façade van het paleis in barokstijl verbouwd. Tussen 1744 en 1768 vonden in een speciaal voor dit doel gebouwde zaal theatervoorstellingen plaats in het Hauenschildpaleis.
Tussen 26 en 28 oktober 1767 verbleef De Mozart-familie twee dagen in het Hauenschildpaleis. Nadat de elfjarige Wolfgang Amadeus Mozart ziek was geworden met de pokken verhuisde de familie vroegtijdig naar de Kapitulní děkanství in de Burcht van Olomouc. De jonge Mozart zou in Olomouc zijn Symfonie nr. 6 in F majeur geschreven hebben.
De vierde verdieping is in de eerste helft van de 20e eeuw aan het paleis toegevoegd.